# St. Pete Beach
St. Pete Beach är en stad (city) i Pinellas County, i delstaten Florida, USA. Enligt United States Census Bureau har staden en folkmängd på 9 355 invånare (2011) och en landarea på 5,5 km².